# Edmond Hoyle

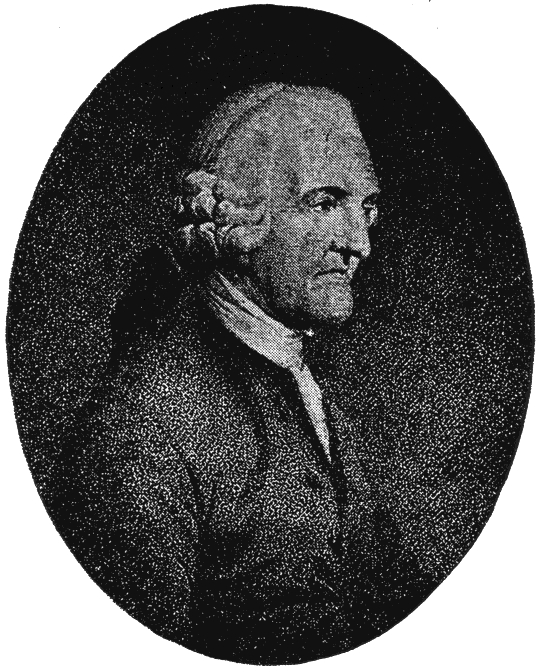
Edmond Hoyle

Edmond Hoyle (ur. 1672, zm. 29 września 1769) – angielski pisarz, znany jako autor podręczników do gier: tryktraka, szachów, kości i innych. Debiutował podręcznikiem do gry w wista wydanym w 1742 roku pod tytułem "Krótka rozprawa o grze w wista, zawierająca reguły gry, a także zasady, na które zwróciwszy uwagę należną, początkujący może zacząć grać dobrze. Obliczenia pomocne tym, którzy zawierają zakłady co do wyników gry. Opisanie przykładów ukazujących, co może osiągnąć dobry gracz w krytycznych chwilach gry. Uwagi co do przykładów na zakończenie zbioru reguł i tamże wskazówki, jak je odnaleźć. Obliczenia wskazujące z całkowitą pewnością, jak rozgrywać dobrze poszczególne rozdania kart i całą grę poprzez ukazanie szans posiadania przez partnera jednej, dwu lub trzech określonych kart. Z wieloma przykładami w specjalnym dodatku. Drukował w Londynie John Watts dla autora." Do naszych czasów zachował się jeden tylko egzemplarz pierwszego wydania, przechowywany w Bodleian Library. Stał się autorytetem w swojej dziedzinie do tego stopnia, że zwrot "according to Hoyle" ("według Hoyle'a") stał się w języku angielskim idiomem oznaczającym "zgodnie z regułami gry".
W 1907 roku R.F.Foster wydał kompleksowe opracowanie pod tytułem "Gry Hoyle'a", zawierające zbiór reguł i zasad 564 różnych gier.